# Margaret Abbottová
Margaret Ives Abbottová (15. června 1878 Kalkata – 10. června 1955 Greenwich) byla americká golfistka. Trénovala v Chicago Golf Clubu pod vedením Charlese Blaira Macdonalda, měla handicap 2. Od roku 1899 žila se svojí matkou, spisovatelkou a novinářkou Mary Abbottovou v Paříži a studovala malířství. Dne 3. října 1900 se obě zúčastnily golfového turnaje na devět jamek v Compiègne, který Margaret vyhrála a její matka skončila na sedmém místě. Jako trofej pro vítězku obdržela Margaret porcelánovou mísu. Teprve dodatečně byla soutěž uznána jako součást oficiálního programu II. olympijských her; Abbottová se nikdy nedozvěděla, že se jako první Američanka v historii stala olympijskou vítězkou.
Po návratu do USA se roku 1902 provdala za humoristu Finleyho Petera Dunnea a stala se ženou v domácnosti. Měla čtyři děti, syn Philip Dunne byl úspěšným hollywoodským scenáristou.